# Martyn Day (homme politique)
Pour les articles homonymes, voir Day.
Martyn Day (né le 26 mars 1971) est un homme politique du parti national écossais (SNP), député pour Linlithgow et Est Falkirk de 2015 à 2024.

## Biographie
Né à Falkirk, Martyn Day fait ses études à Linlithgow et fréquente la Linlithgow Academy. Avant sa carrière politique, il travaille pour la Bank of Scotland en tant que directeur du personnel.
Il est élu pour la première fois au West Lothian Council lors des élections locales écossaises de 1999, représentant le quartier de Linlithgow. De 2007 à 2012, le SNP dirige l'administration du West Lothian Council et Day occupe le portefeuille du développement et des transports au sein de l'exécutif du conseil et siège à plus de 40 comités et organismes extérieurs. Après les élections locales écossaises de 2012, le SNP se retrouve dans l'opposition à West Lothian et Day prend le poste de porte-parole du développement et des transports et de whip de groupe.
Day est sélectionné pour la circonscription de Linlithgow et d'East Falkirk aux Élections générales britanniques de 2015 et bat le député travailliste sortant, Michael Connarty. Il obtient 32 055 voix et 52,0% des voix. Il conserve son siège lors des élections anticipées de 2017, mais avec une majorité très réduite de 2 919 voix. Il est réélu en 2019 avec 11266 voix de majorité.